# Wołodymyr Czernikow
Wołodymyr Wałerijowycz Czernikow, ukr. Володимир Валерійович Черніков (ur. 15 stycznia 1982 w Kijowie) – ukraiński piłkarz, grający na pozycji obrońcy, a wcześniej pomocnika.

## Kariera piłkarska

### Kariera klubowa
Syn znanego piłkarza Wałerija Czernikowa. Wychowanek Dynama Kijów, barwy którego bronił w juniorskich mistrzostwach Ukrainy (DJuFL). Karierę piłkarską rozpoczął 13 czerwca 1998 w trzeciej drużynie Dynama, a 26 czerwca 1999 rozegrał pierwszy mecz w składzie Dynamo-2 Kijów. Jesienią 2002 został wypożyczony do Obołoni Kijów. W 2004 bronił barw rosyjskiego FK Orzeł. Potem występował w klubach Zoria Ługańsk, SKA-Eniergija Chabarowsk, Arsenał Kijów, Wołyń Łuck i FK Ołeksandrija. W końcu 2008 zakończył karierę piłkarską w CSKA Kijów. Obecnie jest poetą i rap-muzykantem.

### Kariera reprezentacyjna
W 2001 występował w juniorskiej reprezentacji Ukrainy w turnieju finałowym Mistrzostw Europy U-18 w Finlandii.

## Sukcesy i odznaczenia

### Sukcesy klubowe
- mistrz Ukraińskiej Pierwszej Lihi: 1999, 2000, 2001

### Sukcesy reprezentacyjne
- uczestnik turnieju finałowego Mistrzostw Europy U-19: 2001